# غيل دي ريز
غيل دي ريز (بالفرنسية: Gilles de Rais) ‏(سبتمبر 1405 - 26 أكتوبر 1440) هو فارس من أنجو وبواتو في فرنسا حالياً، تميز بالذكاء وكان ينتمي الي عائلة ثرية. أحب الموسيقى والمسرح وفي عام 1415 توفى والداه فأنتقل مع أخاه الأصغر للعيش مع جده. تزوج بفتاة من عائلة أرستقراطية غنية وهو صغير السن وفي شبابه انخرط في الحياة العسكرية. بعد وفاة جده عام 1432 ابتعد غيل عن الحياة العسكرية وعاد إلى قلعته ليمارس هواياته العديدة والتي كان المسرح إحدها و ألف مسرحية ضخمة وأنفق أموالاً طائلة في إخراجها وأدى هذا الإسراف والتبذير الغير عقلاني إلى ضياع معظم ثروته مما أضطره إلى بيع قسم كبير من أراضيه بغية الحصول على المزيد من المال كما أستدان مبالغ أخرى من عدد من الأشخاص مما اضطره إلى مغادرة مدينة اورليانز و الالتجاء إلى إحدى قلاعه القريبة من بلدة ماكيكول الفرنسية، وهناك تعرف إلى شخص غريب الأطوار يدعى فرانسيسكو بريلاتي. تمكن من إقناعه بأنه يمتلك القدرة على إرجاع ثروته وأمواله عن طريق السحر والشعوذة وأخبره أن الأمر يتطلب قتل عدد من الأطفال وكان أول الضحايا صبي في الثانية عشر من العمر.
ولقد اعترف غيل دي ريز بأنه و بمساعدة بعض خدمه كان يغري الأطفال الصغار الذين تتراوح أعمارهم بين السادسة و السادسة عشر على الدخول إلى القلعة وكان يربط الطفل و بعدها يقوم غيل دي ريز بالاعتداء عليه وبعد أن يفرغ يقوم بفك الطفل المرعوب من الحبال و يقنعه بأنه كان يمزح معه حتى يتوقف عن البكاء، كانت هذه العملية، أي مفاجأة الأطفال هي من أكثر الأمور الممتعة بالنسبة إلى غيل فما أن يتوقف الطفل عن البكاء ويعتقد انه في أمان حتى يتم قتله بطريقة وحشية على يد غيل أو أحد مساعديه، كانوا أحيانا يحزون رقبته و أحيانا أخرى يقطعون يديه ورجليه ويتركوه لينزف حتى الموت، وبينما كان الطفل المسكين يحتضر كان غيل يتمتع بالجلوس على بطنه والتحديق إلى تعابير الألم والخوف المرتسمة على وجهه، وبعد ان يموت الطفل كان غيل يتلذذ بفتح بطنه وإخراج أحشائه بيديه.
في التاسعة صباحا من يوم 25 تشرين الأول / أكتوبر 1440 ترجل غيل دي ريز مع مساعديه من عربة المحكومين بالموت في إحدى ساحات مدينة لا دي بيس الفرنسية حيث تقرر تنفيذ حكم الإعدام بهم.
كان المارشال غيل دي ريز في سن السادسة والثلاثين عند إعدامه و لم يكن له سوى ابنة واحدة اسمها ماري، في الختام ينبغي ان نذكر ان عدد ضحايا غيل دي ريز لا يعرف على وجه الدقة، لكن المؤرخين يعتقدون أن العدد الكلي يتراوح بين 100– 800 ضحية اغلبهم من الصبيان قتلهم على مدى عشرة أعوام.

## روابط خارجية
- غيل دي ريز على موقع الموسوعة البريطانية (الإنجليزية)
- غيل دي ريز على موقع إن إن دي بي (الإنجليزية)